# Madam & Eva
Madam & Eva (engelska: Madam & Eve) är en sydafrikansk tecknad serie som är skapad av Stephen Francis, Harry Dugmore och Rico Schacherl. Den publicerades först 1992 och publiceras i hela världen som dagsstripp.
Serien handlar om den vita överklassdamen Gwen Anderson som bor i Johannesburg och hennes svarta tjänsteflicka Eve Sisulu, och om hur deras förhållande förändras när apartheid-eran tar slut. Seriens samhällssatir (där Eve står för de syrliga kommentarerna om Madams smygrasistiska och naiva åsikter, och Madam står för den vita befolkningens rädsla för att de svarta ska hämnas) har nått stora framgångar i Sydafrika, och läses av både svarta och vita.
Andra återkommande figurer i serien är gamla fru Edith Anderson, Madams 81-åriga mor som bor i London, Madams son Eric och hans svarta flickvän, Lizeka.
Serien publicerades i Sverige i tidningen Larson!, men har även givits ut i albumversion:
1. Men alla dricker kaffet svart nuförtiden, Madam! (1998)

- I Sydafrika har serien även blivit TV-serie.[1]

## Övrigt
- Eve har fått sitt efternamn, Sisulu, efter Nontsikelelo Sisulu som var ordförande för Federation of African Women.

### Fotnoter
1. ↑  ”Serious side to South Africa sitcom” (på engelska). BBC. 10 mars 2001. http://news.bbc.co.uk/2/hi/africa/1209527.stm. Läst 8 augusti 2018.